# Spalax zemni
Spalax zemni är en däggdjursart som beskrevs av Johann Christian Polycarp Erxleben 1777. Spalax zemni ingår i släktet Spalax och familjen mullvadsråttor. IUCN kategoriserar arten globalt som sårbar. Inga underarter finns listade i Catalogue of Life.
Arten blir 20 till 31 cm lång (huvud och bål), saknar svans och väger 370 till 570 g. På bålen förekommer grå päls med inslag av rött och huvudet är ofta ljusare grå. Det kan finnas vita punkter eller strimmor på huvudet. Även undersidan är grå.
Denna gnagare förekommer med flera från varandra skilda populationer i västra Ukraina. Habitatet utgörs främst av stäpper och av andra gräsmarker. Dessutom besöks skogens kanter, jordbruksmark och militära övningsplatser.
Individerna gräver komplexa underjordiska tunnelsystem. Födan utgörs nästan uteslutande av rötter, rotfrukter och av andra underjordiska växtdelar, bland annat av nyodlade träd. Spalax zemni håller ingen vinterdvala och den fortsätter gräva när markens toppskikt är frusen. Tunnlar som används för att leta efter föda ligger vanligen 13 till 21 cm under markytan. Hålrummet för ungarnas uppfostring kan ligga 90 till 275 cm under markytan. Som hos den europeiska mullvaden skapas jordhögar vid tunnlarnas utgång som är 10 till 23 cm höga med en diameter av 30 till 67 cm.
Kända naturliga fiender är stäppiller, iller (Mustela putorius) och örnvråk.